# Álvaro Brechner
Álvaro Brechner (Montevideo, 9 aprile 1976) è un regista, sceneggiatore e produttore cinematografico uruguaiano che vive in Spagna.

## Biografia
Ha scritto e diretto tre lungometraggi, Mal día para pescar, Mr. Kaplan e Una notte di 12 anni, che sono stati selezionati in numerosi festival prestigiosi come Festival di Cannes e Festival di Venezia. Una notte di 12 anni è stato selezionato per rappresentare l'Uruguay ai premi Oscar 2019 nella categoria Oscar al miglior film in lingua straniera.

## Filmografia
- The Nine Mile Walk (2003) - cortometraggio
- Sofía (2005) - cortometraggio
- Segundo aniversario (2007) - cortometraggio
- Mal día para pescar (2009)
- Mr. Kaplan (2014)
- Una notte di 12 anni (La noche de 12 años) (2018)